# Campillos-Paravientos (kommunhuvudort)
Campillos-Paravientos är en kommunhuvudort i Spanien.   Den ligger i provinsen Provincia de Cuenca och regionen Kastilien-La Mancha, i den centrala delen av landet, 190 km öster om huvudstaden Madrid. Campillos-Paravientos ligger 1 091 meter över havet och antalet invånare är 132.
Terrängen runt Campillos-Paravientos är huvudsakligen kuperad, men åt sydost är den platt. Campillos-Paravientos ligger nere i en dal.  Trakten runt Campillos-Paravientos är nära nog obefolkad, med mindre än två invånare per kvadratkilometer. Närmaste större samhälle är Cañete, 11,3 km nordväst om Campillos-Paravientos. 